# Catlettsburg (Kentucky)
Catlettsburg település az Amerikai Egyesült Államok Kentucky államában. Boyd megyében, melynek megyeszékhelye is. Lakosainak száma 1780 fő (2020. április 1.).

## Népesség
A település népességének változása:

| 2010 | 1 856 |
| 2020 | 1 780 |